# Robert Arató
Robert Arató (Spišská Nová Ves, antiga Txecoslovàquia, 5 de juny de 1959) és un artista visual eslovac.

## Biografia
Robert Arató va néixer el 5 de juny de 1959 en Spišská Nová Ves (antiga Txecoslovàquia) i ciutat que es troba pro del Parc Nacional del Paradís Eslovac, encara que va emigrar amb la seva família a Alemanya el 1968. Entre 1980 i 1981 es va formar en l'Acadèmia de Belles arts de San Francisco, amb Joe Doyle. Entre 1981 i 1984 va estudiar en l'Acadèmia de Belles arts de Múnic, amb el professor Jürgen Reipka, graduant-se com a mestre en Belles arts.
De 1984 fins 1997 realitza nombrosos projectes artístics i comercials, relacionats amb disciplines tan dispars com el disseny aeronàutic, l'arquitectura i l'interiorisme, el medi ambient, la il·lustració i el disseny d'escenaris teatrals i cinematogràfics, sempre  amb exposicions de pintura. Durant el mateix període va posar també en marxa una empresa de restauració de monuments històrics. Des de 1996 estableix la seva residència fixa a Eivissa, on treballa com a artista independent.

## Treball
Les obres pictòriques de Robert Arató se solen atribuir al corrent de l'hiperrealisme entrant en el terreny del realisme abstracte, amb l'ús de pinzellades gruixudes i la cerca de la imitació del comportament de la llum. Pinta obres de gran format amb el mar com a model, també treballa l'art abstracte puro i altres treballs pictòrics experimentals.
Centra les seves pintures en el seu procés de formació, que comença en la preparació del llenç, aquest procés va quedar ben recollit en el seu llibre Art In Motion I. Les seves pintures es componen de diverses capes acuradament construïdes imitant el comportament dels objectes en reflectir la llum. La fascinació dels tons blaus en combinació amb la reproducció dels fenòmens atmosfèrics de la llum, l'aire i l'aigua són els atractius en les obres més conegudes de Robert Arato.

## Escrits i literatura
- Lauth, Sibylle, Paint Works - Robert Arató, Ludwigshafen 2005
- Art in Motion 1 - Robert Arató, Eivissa 2012